# Шафляри
Шафляри (пол. Szaflary) — село в Польщі, у гміні Шафляри Новотарзького повіту Малопольського воєводства.
Населення — 3464 особи (2011).
У 1975-1998 роках село належало до Новосондецького воєводства.

## Демографія
Демографічна структура станом на 31 березня 2011 року:
|          | Загалом | Допрацездатний вік | Працездатний вік | Постпрацездатний вік |
| -------- | ------- | ------------------ | ---------------- | -------------------- |
| Чоловіки | 1726    | 415                | 1163             | 148                  |
| Жінки    | 1738    | 391                | 1040             | 307                  |
| Разом    | 3464    | 806                | 2203             | 455                  |